# Ньой сюр Сен
Ньой сюр Сен (на френски: Neuilly-sur-Seine, произнася се най-близо до Ньойѝ сюр Сен, МФА: [nœji syʀ sɛn]) е град в Северна Франция, департамент О дьо Сен в регион Ил дьо Франс. Ньой е западно предградие на Париж, разположено на 6,8 km от центъра на града, на брега на река Сена. Населението му е около 60 500 души (2007).
Макар и директно продължение на града, Ньой е най-богатото и най-скъпо предградие на Париж, включващо главно жилищни зони, както и седалища на много корпорации.
Заедно със 16-и и 7-и арондисман на Париж, град Ньой сюр Сен формира най-богатия и престижен жилищен район в цяла Франция. Има втория най-висок среден доход на домакинство във Франция, 112 504 евро на година (през 2020 г.).

## История
Ньой се споменава за пръв път през 1222 под името Portus de Lulliaco. По това време то представлява малко селище на брега на Сена, подчинено на абатството Сен Дени. То е създадено върху земи, отвоювани от някогашната гора Руврей, от която днес е останал само Булонският лес. През втората половина на 19 век и началото на 20 век части от територията на Ньой са присъединени към Льовалоа Пере и Париж (квартал Терн и част от Булонския лес).
В Ньой, в кметството е подписан Ньойският мирен договор, официализирал поражението на България в Първата световна война.

## Икономика
Разположен близо до главния бизнес район на Франция Дефанс, Ньой сюр Сен също е домакин на няколко корпоративни централи:
Bureau Veritas, Chanel, Marathon Media, JCDecaux, Thales Group, M6 Group, Sephora, PricewaterhouseCoopers (Франция) и др.

## Побратимени градове
- Мейдънхед Англия
- Уиндзор Англия
- Ханау Германия
- Юкъл Белгия

## Известни личности
Родени
- Катрин Алрик (р. 1954), киноартистка
- Жан-Пол Белмондо (р. 1933), киноартист
- Карол Буке (р. 1957), актриса
- Франсис Вебер (р. 1937), сценарист и режисьор
- Роже Мартен дю Гар (1881 – 1958), писател
- Лу Доайон (р. 1982), актриса
- Жерар Клайн (р. 1937), писател
- Анаис Нин (1903 – 1977), американска писателка
- Седрик Пиолин (р. 1969), тенисист
- Жак Превер (1900 – 1977), поет
- Доминик Строс-Кан (р. 1949), политик
- Марин Льо Пен (p. 1968), политик

Починали
- Барбара (1930 – 1997), певица
- Рамон Еметерио Бетансес (1827 – 1898), пуерторикански революционер
- Жорж Бернанос (1888 – 1948), писател
- Жан Габен (1904 – 1976), актьор
- Василий Кандински (1866 – 1944), руски художник
- Рене Клер (1898 – 1981), режисьор
- Гъртруд Стайн (1874 – 1946), американска писателка
- Франсоа Трюфо (1932 – 1984), режисьор
- Аристотел Онасис (1906 – 1975), гръцки бизнесмен

Други
- Никола Саркози, бивш кмет на града, 23-ти президент на Франция
- Сесилия Саркози, омъжена (първи брак) в града